# Bezirksklasse Magdeburg-Anhalt 1934/35
De Bezirksklasse Magdeburg-Anhalt 1934/35 was het tweede voetbalkampioenschap van de Bezirksklasse Magdeburg-Anhalt, het tweede niveau onder de Gauliga Mitte en een van de drie reeksen die de tweede klasse vormden. SV Dessau 05 werd kampioen, dat via de eindronde ook promotie kon afdwingen.

## Eindstand
| Plaats | Club                     | Wed. | Saldo | Ptn.  |
| ------ | ------------------------ | ---- | ----- | ----- |
| 1.     | SV Dessau 05             | 22   | 72:38 | 30:14 |
| 2.     | FC Viktoria 09 Stendal   | 22   | 60:46 | 28:16 |
| 3.     | Saxonia 07 Tangermünde   | 22   | 68:59 | 26:18 |
| 4.     | SV 09 Staßfurt           | 22   | 56:46 | 25:19 |
| 5.     | MSC Preußen 99           | 22   | 59:46 | 24:20 |
| 6.     | SV Viktoria 03 Zerbst    | 22   | 57:54 | 24:20 |
| 7.     | VfL Germania Wernigerode | 22   | 60:62 | 22:22 |
| 8.     | SV 07 Bernburg           | 22   | 41:59 | 21:23 |
| 9.     | FV Fortuna Magdeburg     | 22   | 57:53 | 20:24 |
| 10.    | FC Germania Halberstadt  | 22   | 42:59 | 16:28 |
| 11.    | VfB 1906 Schönebeck      | 22   | 47:68 | 16:28 |
| 12.    | Magdeburger SC 1900      | 22   | 46:75 | 12:32 |

|  | Kampioen, deelname promotie-eindronde |
|  | Degradatie naar 1. Kreisklasse        |

## Promotie-eindronde
De vier kampioenen van de 1. Kreisklasse namen het tegen elkaar op, de top twee promoveerde.
| Plaats | Club                         | Wed. | Saldo | Ptn. |
| ------ | ---------------------------- | ---- | ----- | ---- |
| 1.     | FC Preußen 02 Burg           | 6    | 17:9  | 9:3  |
| 2.     | FC Askania 1900 Aschersleben | 6    | 19:15 | 7:5  |
| 3.     | SV Köthen 02                 | 6    | 23:11 | 5:7  |
| 4.     | SV Gardelegen                | 6    | 7:31  | 3:9  |

|  | Promotie naar Bezirksklasse Magdeburg-Anhalt 1935/36 |